# Хлорофитум
Хлорофи́тум (лат. Chlorophytum) — род травянистых растений. Ранее Хлорофитум относили к семейству Лилейные; но сейчас, по данным Королевских ботанических садов Кью, род относится к семейству Спаржевые.

## Название
Родовое название Chlorophytum происходит от греческих слов chloros — «желто-зелёный» (или «зелёный») и phyton — «растение», относящихся к листьям растений.

## Описание
Травянистое растение с пониклыми стеблями. Его длинные линейные листья собраны в прикорневые пучки. Цветки у хлорофитума мелкие, собраны в рыхлую метёлку. Стебли дуговидной формы после цветения образуют на своих концах пучки листьев с воздушными корнями. Сильные экземпляры имеют многочисленные свисающие стебли с розетками листьев.

## Виды
По информации базы данных The Plant List, род включает 196 видов. Некоторые из них:
- Chlorophytum amplexicaule Baker
- Chlorophytum arundinaceum Baker
- Chlorophytum bifolium Dammer
- Chlorophytum brachystachyum Baker
- Chlorophytum capense (L.) Voss
- Chlorophytum densiflorum Engl.
- Chlorophytum glaucum Dalzell
- Chlorophytum holstii Engl.
- Chlorophytum intermedium Craib
- Chlorophytum lewisae Oberm.
- Chlorophytum malayense Ridl.
- Chlorophytum nidulans (Baker) Brenan
- Chlorophytum perfoliatum Kativu
- Chlorophytum rigidum Kunth
- Chlorophytum somaliense Baker
- Chlorophytum tuberosum (Roxb.) Baker
- Chlorophytum zambiense Bjorå & Nordal

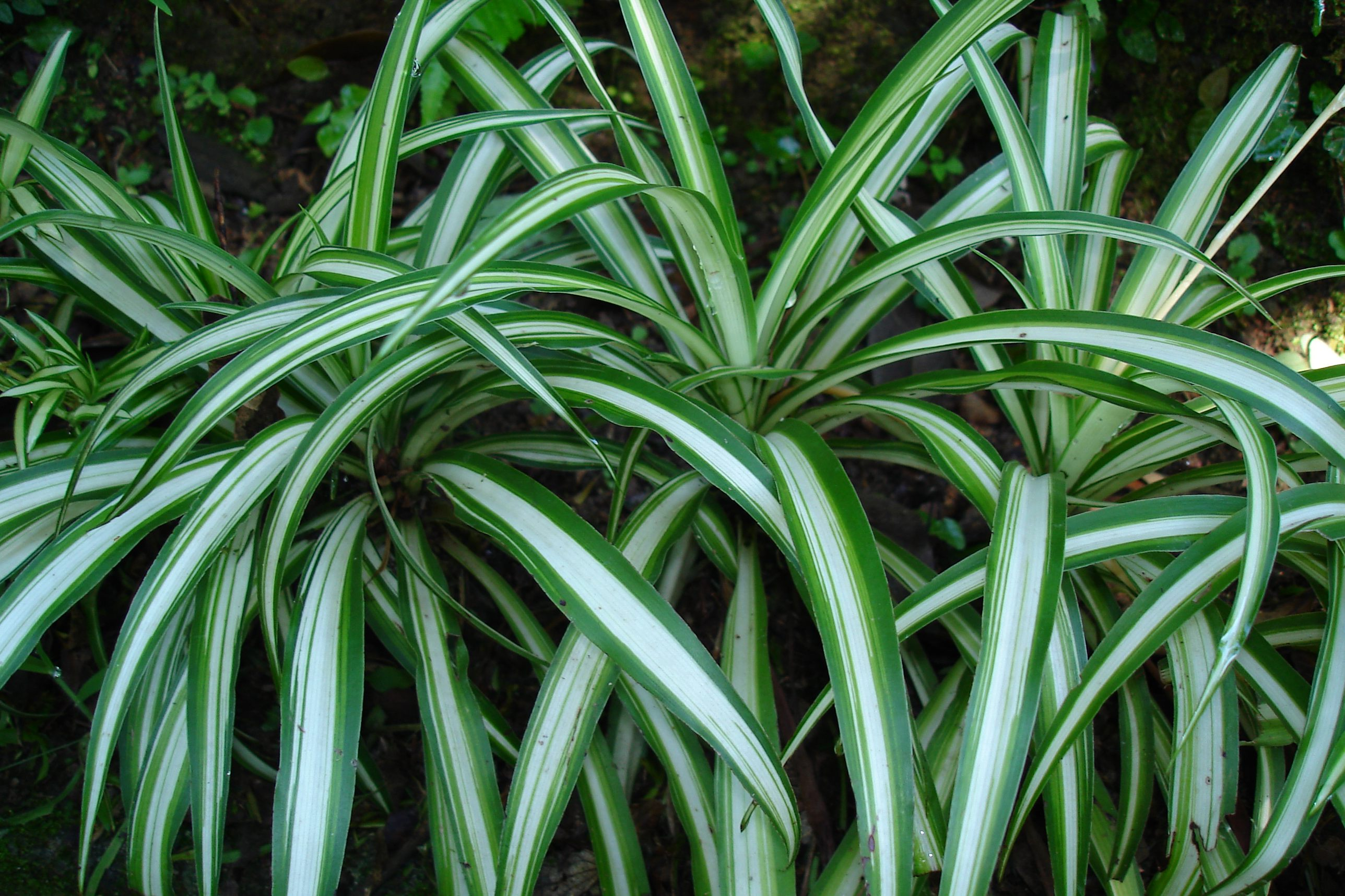
Chlorophytum comosum 'Vittatum'
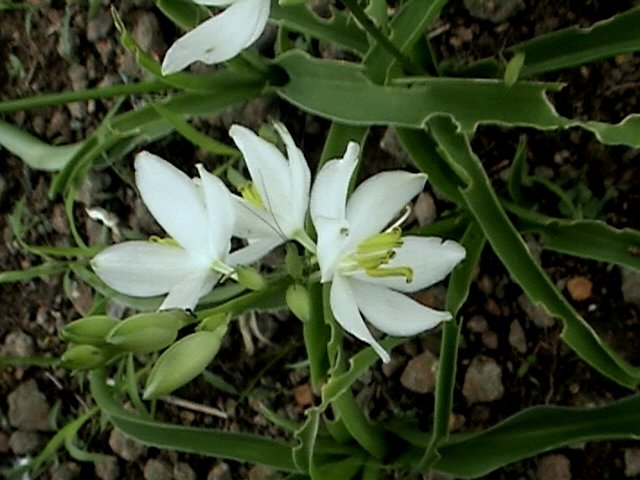
Chlorophytum tuberosum
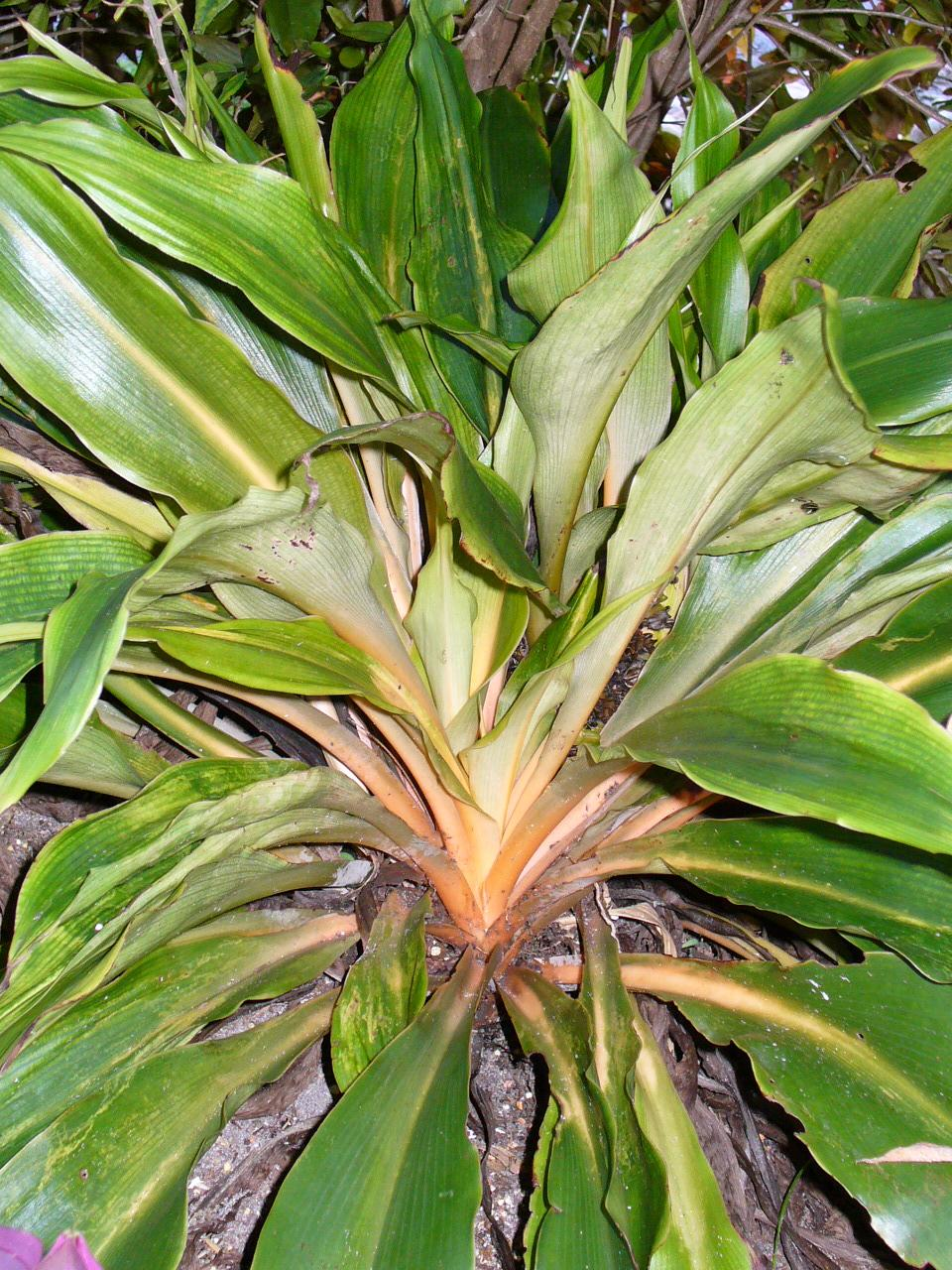
Chlorophytum orchidastrum

Типовой вид: Chlorophytum inornatum Ker Gawl.

## Применение в комнатном цветоводстве
Хлорофитум является одним из наиболее распространённых неприхотливых комнатных растений, хотя летом требует обильного полива. Он быстро растёт, а весной и летом на тонких стеблях появляются сначала мелкие белые цветы, а потом крошечные розетки листьев. Их можно отделить от растения и укоренить.

## Биологические особенности выращивания
Температура. Умеренная. Зимой не меньше 18 °C. Хлорофитум не погибнет при неблагоприятных температурах, но это обязательно скажется на его внешнем виде. Холодные сквозняки или содержание около неутеплённого окна вредят растению.
Освещение. Хлорофитум относится к светолюбивым растениям. Предпочитает яркий рассеянный свет. Хорошо растет около восточного или западного окна. Может расти и на северном окне, но в слишком темном месте растение теряет декоративную привлекательность. На южном окне нужно притенение.
Полив. Требует обильного полива с весны до осени и умеренного зимой. Почва должна быть все время влажной.
Удобрение. Проводят удобрительные поливки 1 раз в 2 недели с марта по август комплексным удобрением для декоративно-лиственных растений.
Влажность воздуха. Летом время от времени листья полезно опрыскивать и устраивать теплый душ. Обязательно опрыскивание, если растение содержится рядом с отопительной системой.
Пересадка. Ежегодно в феврале — марте. Крупные растения или старые пересаживают через два года, но подкармливают ежегодно. Почва — 2 части дерновой, 1 часть перегнойной, 1 часть листовой земли и 1 часть песка. Хлорофитум имеет большие толстые корни, если они разрастаются, то горшки трескаются около дна. Поэтому хлорофитуму дают просторную посуду.
Размножение. Укоренением дочерних розеток, а также делением при пересадке.

## Изображения

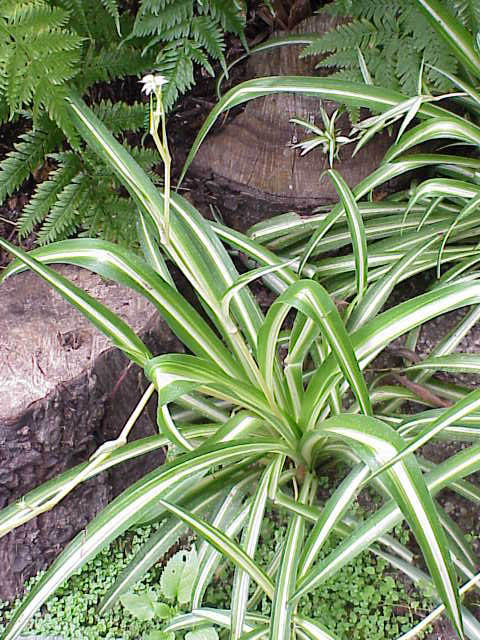
На природе у воды
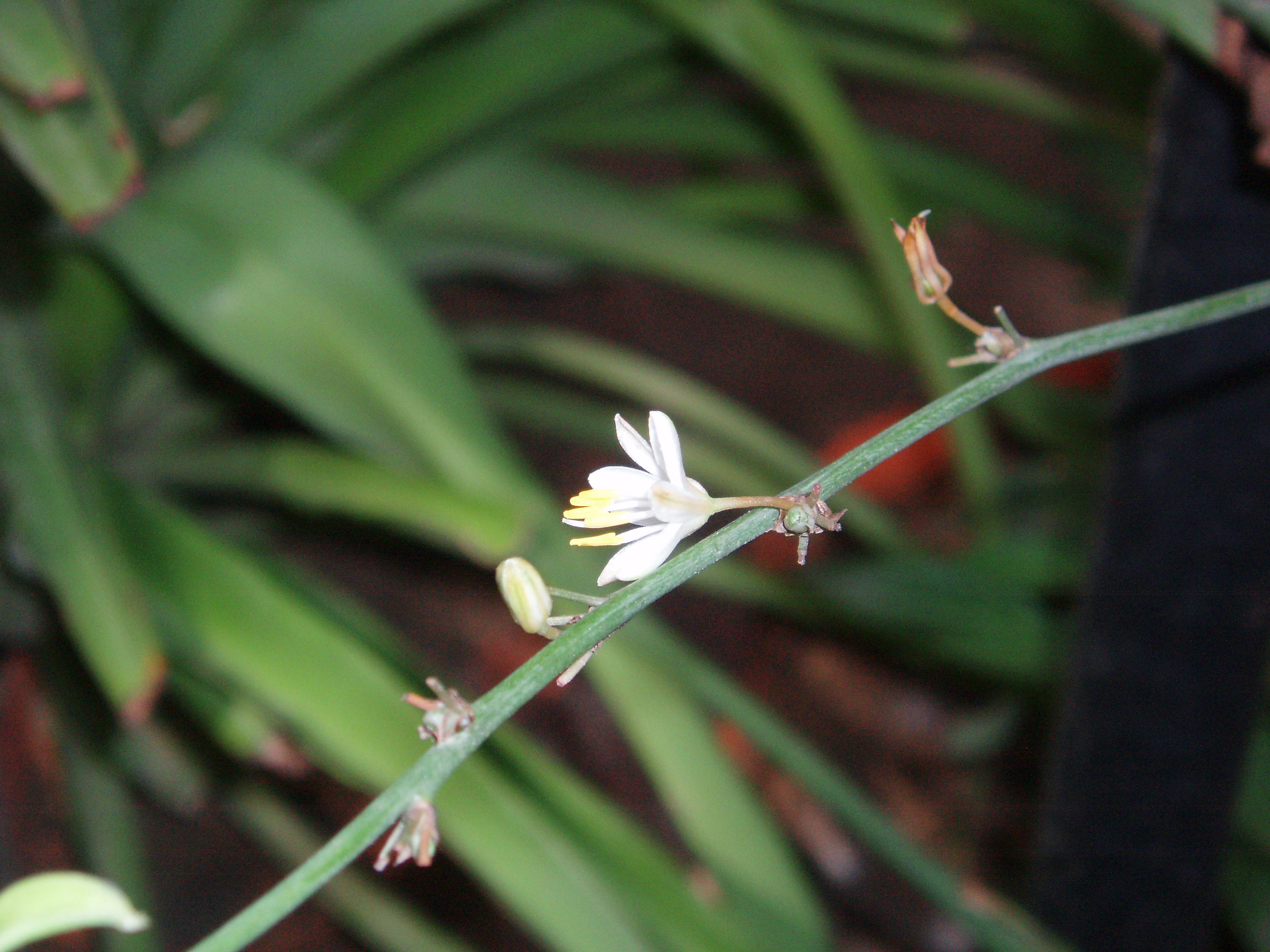
Цветущий стебель
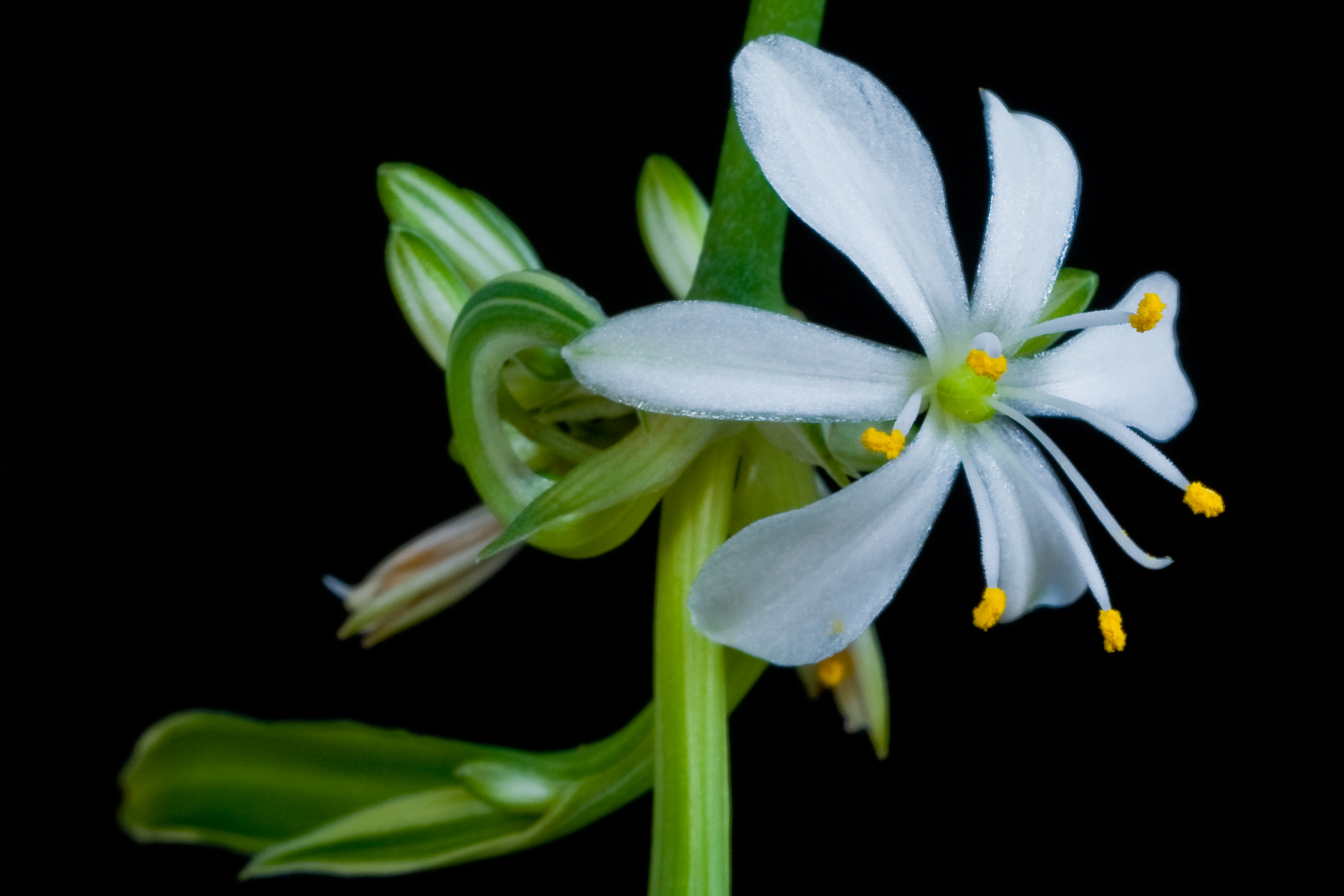
Цветок Штернберга
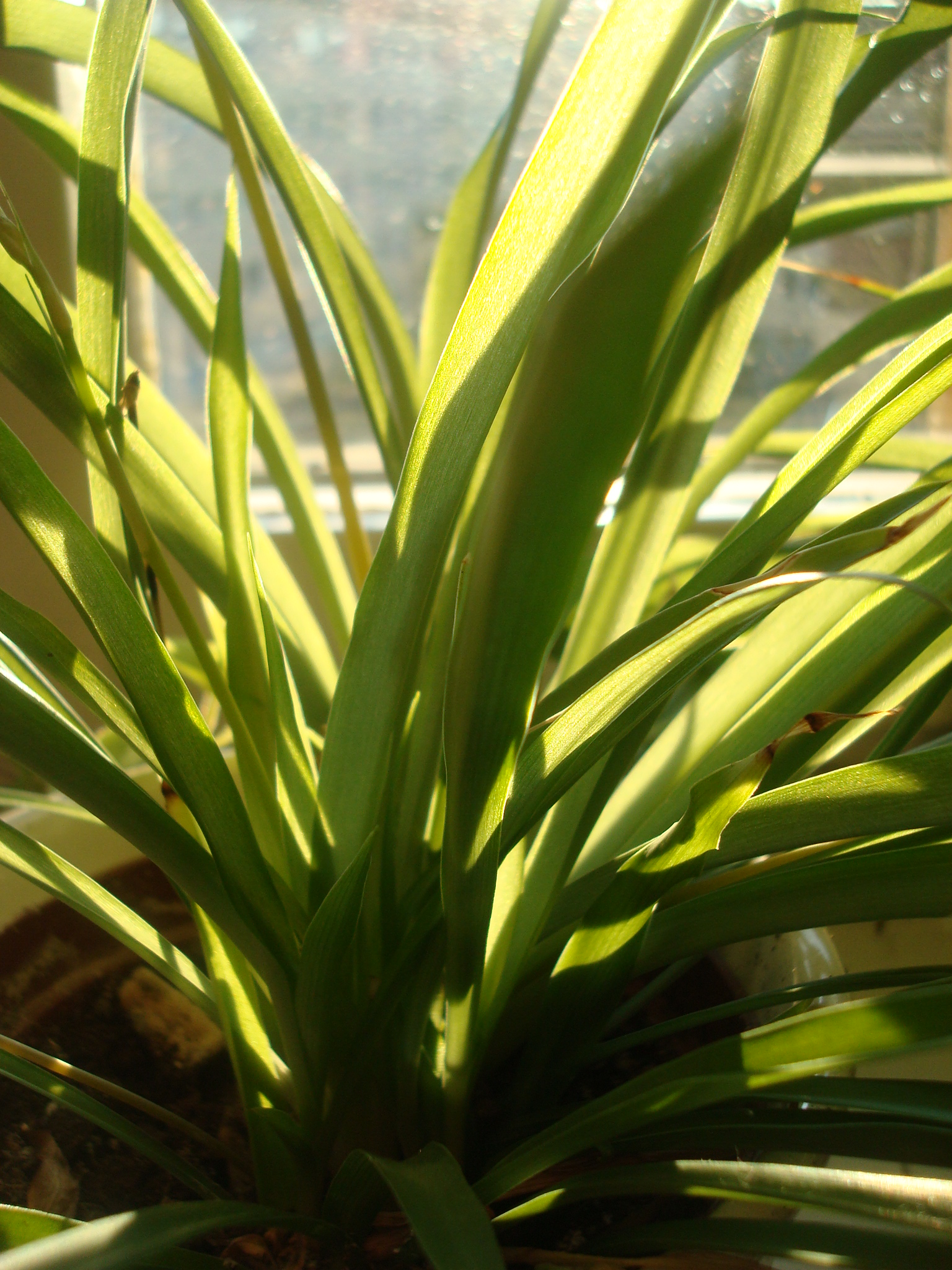
Лиственная розетка растения
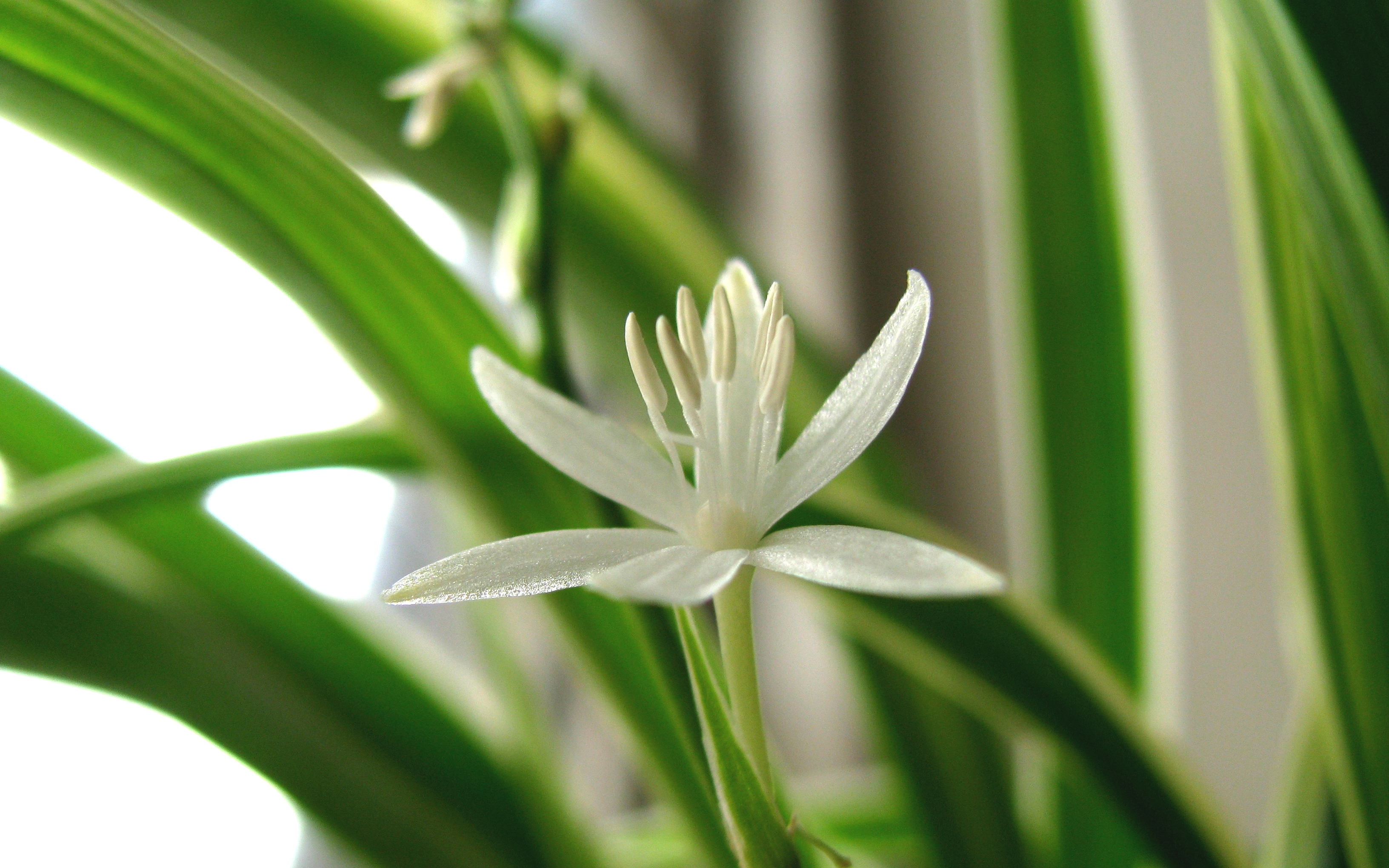
Цветок растения
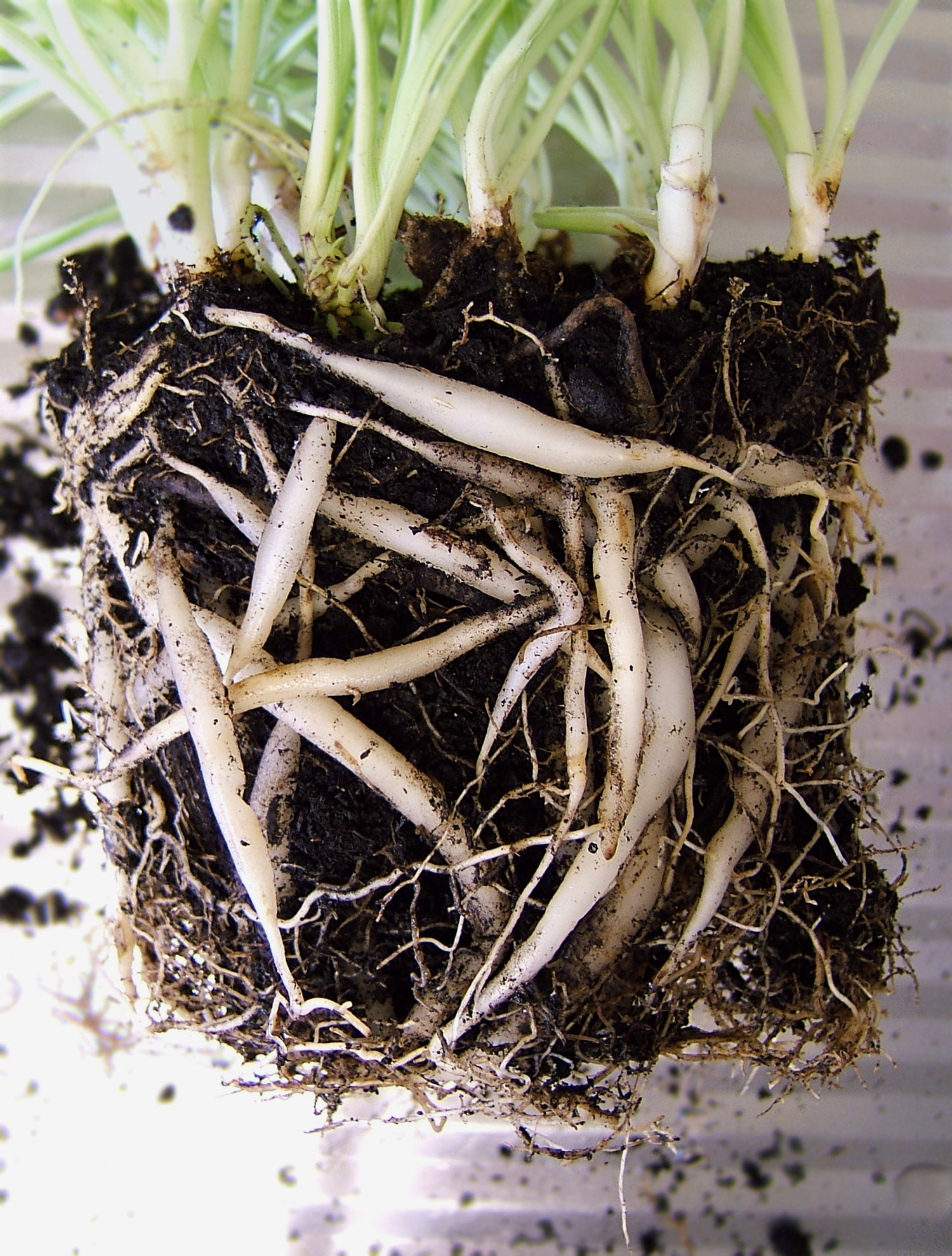
Корневая система